# Talcy (Yonne)
Talcy es una localidad y comuna francesa situada en la región de Borgoña, departamento de Yonne, en el distrito de Avallon y cantón de L'Isle-sur-Serein.

## Demografía
| 257 | 294 | 273 | 270 | 302 | 306 | 310 | 306 | 277 | 284 | 293 | 292 | 298 | 372 | 400 | 285 | 262 | 250 | 225 | 197 | 155 | 150 | 156 | 145 | 124 | 147 | 137 | 103 | 81 | 57 | 72 | 63 | 86 |
| Para los censos de 1962 a 1999 la población legal corresponde a la población sin duplicidades (Fuente: INSEE [Consultar]) |     |     |     |     |     |     |     |     |     |     |     |     |     |     |     |     |     |     |     |     |     |     |     |     |     |     |     |    |    |    |    |    |

Gráfico de la evolución de la población de Talcy desde 1793